# Reînnoim Proiectul European al României
Reînnoim Proiectul European al României (REPER; deutsch Wir erneuern das europäische Projekt Rumäniens) ist eine pro-europäische und liberale Partei in Rumänien. Die Partei spaltete sich 2022 aufgrund von inneren Streitigkeiten von der Uniunea Salvați România (USR) ab. Sie wird meist mit ihrem Gründer und ehemaligen Ministerpräsidenten Rumäniens Dacian Cioloș assoziiert und gehörte im Europäischen Parlament der Fraktion Renew Europe an.

## Geschichte

### Hintergrund
Am 15. Dezember 2018 gründete Dacian Cioloș die Partei Partidul Libertate, Unitate și Solidaritate (PLUS). Diese ging kurz darauf mit der ebenfalls liberalen Uniunea Salvați România (USR) ein Wahlbündnis ein, um gemeinsam für die bald kommende Europawahl 2019 sowie der Präsidentschaftswahl 2019 und Parlamentswahl 2020 anzutreten. Am 15. August 2020 trugen USR und PLUS einen gemeinsamen Parteikongress aus, auf dem die Fusion der beiden Parteien beschlossen wurde.
Im Oktober 2021 wurde Cioloș nach einem Co-Vorsitz mit Dan Barna allein zum Vorsitzenden der USR gewählt. Der Parteivorstand lehnte in einer Sitzung im Februar 2022 die Ziele und Reformvorschläge von Dacian Cioloș als Vorsitzenden ab. Infolgedessen trat Cioloș von seinem Amt als Parteivorsitzender zurück. Den Vorsitz der Partei übernahm Cătălin Drulă, welcher die Kritik des Vorstandes gegenüber Cioloș anführte. Die inneren Streitigkeiten und die Opposition zum neuen Parteivorsitzenden Cătălin Drulă führten zur öffentlichen Kritik Cioloșs gegenüber der neuen Parteiführung, sowie zur Gründung einer neuen Partei REPER.

### Gründung
Am 31. Mai 2022 gründete Dacian Cioloș gemeinsam mit den vier anderen Europaabgeordneten Ramona Strugariu, Dragoș Pîslaru, Alin Mituța und Dragoș Tudorache nach öffentlicher Kritik der Parteiführung der USR die Partei „Reînnoim Proiectul European al României“ (REPER). Cioloș entschloss sich, keine führende Position in der Partei zu übernehmen. Den vorübergehenden Vorsitz übernahmen Pîslaru und Strugariu, die am 7. Mai 2023 auf dem Parteikongress in ihrem Amt bestätigt wurden.